# Hippopsis ocularis
Hippopsis ocularis es una especie de escarabajo longicornio del género Hippopsis, tribu Agapanthiini, subfamilia Lamiinae. Fue descrita científicamente por Galileo y Martins en 1995.

## Descripción
Mide 9-10,5 milímetros de longitud.

## Distribución
Se distribuye por Bolivia, Colombia y Guayana Francesa.